# 각궁

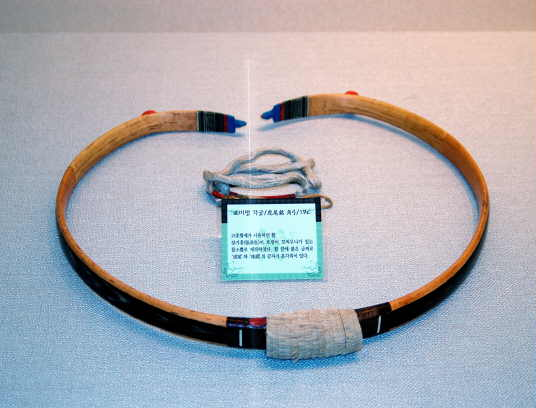

각궁(角弓)은 한반도의 전통적인 합성궁으로, 참나무, 산뽕나무, 물소뿔, 소힘줄, 대나무를 민어 부레풀로 접합하여 만들었다. 과거 한국에는 10여 가지의 활이 존재하였지만, 현존하는 것은 각궁 하나뿐이다.

## 역사
각궁은 삼국시대의 맥궁에서 기원한 것으로 추정된다. 한국의 활의 역사는 오래 되었지만 각궁이 언제부터 널리 보급되었는지 확실치는 않다. 다만 《삼국지》 〈우부강표전虞溥江表傳〉에서 고구려가 오나라에 각궁을 수출했다는 기록이 있다. 그러나 평양성에서 발굴된 각궁이 황소의 뼈로 이루어져있어 이후 물소뿔로 만든 것과 약간 차이가 있다.
함흥 선원전에 태조 이성계의 유물로서 이 각궁이 보관되어 있었고, 또 경국대전에 각궁에 관한 내용이 많이 남아있는 것으로 보아 고려 시대에 이미 각궁의 꾸밈새가 정형화되어 있었던 것으로 보인다.
조선 중기 이후 각궁은 심신수련을 위해 주로 사용되었으며, 갑오경장 이후에는 국가 제식무기 편제에서 활이 제외되면서 완전히 군사무기로서의 지위를 잃게 되었다.
각궁은 영국의 롱보우에 비하면 그 길이는 짧지만 오히려 위력은 강한데 이것은 여러 가지 재료를 덧대어 만든 합성궁이기 때문이다. 하지만 만들기가 까다롭고, 특히 물소뿔은 인도및 동남아 등지에서 수입해오는 전략 물자로 재료 자체가 절대적으로 적어 대량 생산하기에는 무리가 따랐다.
특히 습기에 약하여 장마철 습기를 먹으면 탄성이 떨어진다고 하는데 이는 각궁의 접착제로 사용하는 특수한 부레풀(민어 부레풀)의 성질에 기인한다고 한다.
초보자가 요령 없이 다루면 파손되기 쉬운 각궁은 오늘날에는 거의 개량궁으로 대체되고 있는 추세이다.

## 전수
1971년에 궁시장이 무형문화재로  처음으로 지정됐다.  당시 활을 만드는 장인은 서울, 경기 부천, 경북 예천에 있었는데, 장진섭, 김장환, 권영만이 각 지역의 대표적 장인이었다.
현재, 무형문화재 47호의 보유자는 활과 화살을 나누어 지정되어 있는데, 활은 김박영 궁장, 화살은 유영기, 김종국, 박호준 시장이 지정되어 있다.  김박영은 부천 활 박물관 명예관장을 맡고 있고, 유영기는 경기도 파주의 영집궁시박물관을 운영하고 있다. 김박영 궁장은 예천 계보로 입문하여 부천 활의 대표격인 김장환의 문하생으로 들어간 인물이다.

## 같이 보기
- 합성궁
- 합성궁
- 몽고궁
- 편전
- 신기전